# BMW E63
BMW E63 (eller BMW 6-serie) är en personbil, tillverkad av den tyska biltillverkaren BMW mellan 2003 och 2010.
Andra generationen 6-serien fanns som coupé (E63) och cabriolet (E64). Båda karosserna finns med versionerna 630i (6-cyl radmotor, 258 hk), 650i (4,8 liters V8 367 hk) och M6 (V10 507 hk, samma motor som i BMW E60 (BMW M5). En 4,4 liters V8 fanns också i modellen 645Ci, den ersattes dock av 650i under 2005 (C:et står för coupé, men detta brukande har numera avslutats hos BMW).

## Motor
| Modell | Årsmodell | Motor                    | Cylindervolym | Effekt | Bränslesystem           |
| ------ | --------- | ------------------------ | ------------- | ------ | ----------------------- |
| 645 Ci | 2003-05   | N62: 8-cyl V-motor DOHC  | 4398 cm³      | 333 hk | Bränsleinsprutning      |
| 630i   | 2005-07   | N52: 6-cyl radmotor DOHC | 2996 cm³      | 258 hk | Bränsleinsprutning      |
| 650i   | 2006-10   | N62: 8-cyl V-motor DOHC  | 4799 cm³      | 367 hk | Bränsleinsprutning      |
| M6     | 2006-10   | S85: 10-cyl V-motor DOHC | 4999 cm³      | 507 hk | Bränsleinsprutning      |
| 630i   | 2008-10   | N53: 6-cyl radmotor DOHC | 2996 cm³      | 272 hk | Bränsleinsprutning      |
| 635d   | 2008-10   | M57: 6-cyl radmotor DOHC | 2993 cm³      | 286 hk | Common rail turbodiesel |